# Netherwood Hughes
 (mars 2009).
Si vous disposez d'ouvrages ou d'articles de référence ou si vous connaissez des sites web de qualité traitant du thème abordé ici, merci de compléter l'article en donnant les références utiles à sa vérifiabilité et en les liant à la section « Notes et références ».
Netherwood "Ned" Hughes (né le 12 juin 1900 et mort le 4 avril 2009 à Clayton-le-Moors (Lancashire) à l'âge de 108 ans), était l'un des deux derniers Tommies ayant servi pendant la Première Guerre mondiale, avec Harry Patch. Hughes était aussi l'un des trois anciens combattants britanniques qui vivaient dans le pays, avec Patch et Henry Allingham.[pas clair]
Il est né à Great Harwood. Hughes a passé la plupart de sa vie professionnelle comme mécanicien et conducteur et, en 1918, il a été appelé, comme tous les autres conducteurs de Grande-Bretagne, à jouer ce rôle dans l'armée britannique. La guerre s'est terminée alors qu'il était encore en formation, et il est retourné chez lui et est devenu conducteur d'autobus. 
Hughes s'est marié deux fois, mais n'a jamais eu d'enfants.